# 이의현 (바둑 기사)
이의현(李倚鉉, 2003년 5월 15일 ~ )은 대한민국의 바둑 기사이다.

## 약력
경기도 이천 출신으로 충암바둑도장에서 류동완 사범의 바둑 지도를 받았다. 2014년과 2015년, 꿈나무 바둑리그에 참가하여 2회 연속 우승을 차지했다. 2021년 7월, 제148회 입단대회를 통해 프로바둑에 입단했다. 2022년에 2단과 3단으로 승단했다.